# Smithsonian National Zoological Park
Koordinaten: 38° 55′ 51,9″ N, 77° 2′ 59″ W
Der 1889 gegründete amerikanische Nationalzoo Smithsonian National Zoological Park, auch kurz National Zoo genannt, liegt nördlich von Washington D. C. und ist einer der ältesten Zoos der USA. Neben dem 66 Hektar großen Park gehört auch das Smithsonian Conservation Biology Institute (SCBI) in Front Royal mit seiner nicht öffentlich zugänglichen 1.300 Hektar großen Anlage zum Zoo. Aufgrund von rund 30 Millionen US-Dollar Spenden pro Jahr (bestehend aus 70 % öffentlichen und 30 % privaten Spenden) kann es sich der Park leisten, als ein Teil der Smithsonian Institution keinen Eintritt zu erheben. Der Zoo ist Mitglied der World Association of Zoos and Aquariums (WAZA). 
Der Zoo hat im öffentlich zugänglichen Besucherteil ca. 30 Hektar Fläche, die in einem naturnahen, hügeligen Gelände mit starken Steigungen für Gehbehinderte nur mit Anstrengungen zu bewältigen sind. Der Zoo beherbergt 30 bis 40 gefährdete Tierarten auf beiden Grundstücken.
Am 11. April 1973 wurde der Smithsonian National Zoological Park als Historic District in das National Register of Historic Places aufgenommen.